# Ecuación de Davey-Stewartson
La ecuación de Davey-Stewartson (DSE) de dinámica de fluidos,  se introdujo en un artículo de Davey & Stewartson (1974) para describir la evolución de un paquete de ondas tridimensional en agua de profundidad finita.
Es un sistema de ecuaciones diferenciales  parciales para un  campo  complejo, la  amplitud, representada por {\displaystyle u\,} y un campo real, el  flujo medio, representado por {\displaystyle \phi \,}:
{\displaystyle iu_{t}+c_{0}u_{xx}+u_{yy}=c_{1}|u|^{2}u+c_{2}u\phi _{x},\,}
{\displaystyle \phi _{xx}+c_{3}\phi _{yy}=(|u|^{2})_{x}.\,}
La ecuación de Davey-Stewartson es un ejemplo de una ecuación de solitón en 2 + 1 dimensiones. La representación laxa correspondiente para ella se da en Boiti, Martina y Pempinelli (1995).
En un espacio de dos dimensiones, (1 + 1 ), la ecuación de Davey-Stewartson se reduce a la ecuación de Schrödinger no lineal siguiente:
{\displaystyle iu_{t}+u_{xx}+2k|u|^{2}u=0.\,}
En sí mismo, el DSE es la reducción particular del sistema Zakharov-Schulman. Por otro lado, la contraparte equivalente del DSE es la ecuación de Ishimori.
El DSE es el resultado de un análisis a escala múltiple de ondas de gravedad superficiales no lineales moduladas que se propagan sobre un lecho marino horizontal.